# Lombardei-Rundfahrt 1962
Die Lombardei-Rundfahrt 1962 war die 56. Austragung des italienischen Eintagesrennens Lombardei-Rundfahrt.

## Rennverlauf
141 Radrennfahrer waren am Start. Die Strecke war 253 Kilometer lang. Start war in Mailand, das Ziel war in Como.
An der Madonna del Ghisallo setzte sich Rolf Wolfshohl von der großen Hauptgruppe ab. Im Anstieg zum Muro di Sormano 29 Kilometer vor dem Ziel wurde er schwächer und von einer Gruppe um den späteren Sieger eingeholt. Danach hat De Roo zweimal Reifenschaden und wurde von Zuschauern zu Fall gebracht. In einer energischen Verfolgung erreichte er die Spitze wieder. Gemeinsam mit Livio Trapè fuhr er zum Ziel und gewann den Zielsprint gegen den Italiener. Mit diesem Sieg hatte De Roo auch die Jahreswertung Super Prestige Pernod gewonnen. 47 Fahrer beendeten das Rennen.

## Ergebnis
| Rang | Fahrer          | Team                             | Zeit           |
| ---- | --------------- | -------------------------------- | -------------- |
| 1.   | Jo de Roo       | Saint-Raphaël–Helyett–Hutchinson | 7:05:58 h      |
| 2.   | Livio Trapè     | Ghigi                            | gl. Zeit       |
| 3.   | Alcide Cerato   | Molteni                          | + 0:51 Minuten |
| 4.   | Emile Daems     | Philco                           | gl. Zeit       |
| 5.   | Vito Taccone    | Atala                            | + 1:57 Minuten |
| 6.   | Angelo Conterno | Carpano                          | + 2:12 Minuten |